# Joachaz (król Judy)
Joachaz, ‏יְהוֹאָחָז‎ (ur. 632 p.n.e. prawdop. w Jerozolimie, zm. po 609 p.n.e. w Egipcie) – siedemnasty król Judy, syn Jozjasza, opisywany w 2 Księdze Królewskiej i 2 Księdze Kronik. Panował przez trzy miesiące w 609 p.n.e.
Został wybrany na króla po śmierci jego ojca w bitwie z Egipcjanami pod Megiddo. Jednak faraon Necho II uznał jego samowolny wybór za akt nieposłuszeństwa i zrzucił go z tronu, a władcą ustanowił Eliakima, któremu nadał imię Jojakim. Joachaz został uprowadzony do Egiptu, gdzie zmarł.
Prorok Jeremiasz odniósł się do jego losu słowami:

Nie płaczcie nad zmarłym [Jozjaszem]
ani nie lamentujcie nad nim!
Płaczcie gorzko nad tym, który odchodzi,
bo nie wróci już
ani nie ujrzy swej ziemi ojczystej.